# 対馬島返還要求決議案
対馬島返還要求決議案（つしまとうへんかんようきゅうけつぎあん）とは、2008年7月21日に韓国国会議員50名により韓国国会に提出された決議案で、現在は日本が領有している対馬が本来は韓国領であり、その返還を要求するという趣旨である。
決議案の具体的内容は、
- 対馬島が韓国固有の領土であることを韓国内外に対し明確にする。
- 日本に対馬島返還を促す。
- 官民学合同の「対馬島返還対策機構」を設置する。
- 「対馬島の日」を制定する。

などである。
提出理由として、対馬は歴史的にも地理的にも明白な韓国固有領土だったが、1870年代に日本により不法占領されたと主張しているが、その根拠は明らかではない。提出直後に韓国の放送局CBSが行った韓国国民700人に対する世論調査では、50.6%が賛成、33.5%が反対であった。

## 市民団体
2012年10月10日に韓国の市民団体「対馬奪還本部」が発足した。朝鮮日報によれば、この団体は2014年11月27日に対馬を訪問して対馬返還に対する韓国民の関心を高めたいと主張している。

## 議政府市の決議
2013年3月22日、京畿道議政府市議会も、対馬が地理的、歴史的、科学的に韓国の領土であることは明らかだとし、韓国政府と国会に対応を求め、日本政府に対島の即時返還を要求する決議を採択した。また2005年3月18日、慶尚南道馬山市（現・昌原市）も「対馬島の日」条例を制定している。

## 参照
- 2008年7月27日18時53分 産経ニュース「対馬も韓国領?　話題呼ぶ「返還要求決議案」」